# Zadruga
Die Zadruga (kroatisch bzw. serbisch: Genossenschaft, im Sinne von Hausgenossenschaft; auch: Hauskommunion, Hausgemeinschaft, Großfamilie, Gemeindeschaft) war eine bis zu Beginn des 20. Jahrhunderts bei den Südslawen verbreitete, Wirtschafts- und Lebensgemeinschaft, die auf den Prinzipien der patriarchalischen Autorität und der Familie aufbaute. Ihre Mitglieder führten die Landwirtschaft in einem Haushalt und unter einem Familienoberhaupt. Die Zadruga existierte  vorwiegend bei den Kroaten, Serben und Bulgaren und war in einigen Teilen Kroatiens, Dalmatiens, Bosniens, Herzegowinas sowie in Serbien, Montenegro, Bulgarien und vereinzelt in der Vojvodina verbreitet.
Bei den Kroaten bildete die Zadruga zudem ursprünglich die unterste Ebene der Volksorganisation, die übergeordneten Ebenen waren župa und banovina.

## Entstehung
Nach einer Theorie ist die Zadruga im 14. Jahrhundert, als Ergebnis der Feudalzeit entstanden, als die Bauern eine Organisationsform suchten, um dem Druck durch den herrschenden Stand zu widerstehen. So hieß es schon in dem Statut der Bauernrepublik Poljica (Süddalmatien) aus dem Jahr 1440 zur kollektiven Wirtschaftsform:

„Das Stammgut muss erhalten bleiben dem Sohne, dem Enkel und dem Urenkel durch Jahrhunderte bis zum Ende der Welt. […] Das Land, welches eine Familie von den Eltern geerbt hat, darf nicht entfremdet werden, sondern es soll nur benutzt und ausgebeutet werden und in derselben Beschaffenheit, wie es von den Ahnen erhalten wurde, wieder den Nachkommen übergeben werden.“

Nach anderer Meinung soll es sich bei Zadruga um eine urslawische Einrichtung gehandelt haben, die ihren Ursprung in dem kollektivistisch denkenden Menschen des Ostens hatte, der seinen Gegensatz zu dem individualistisch denkenden Menschen des Westens hatte. So erklärte im Jahr 1848 der kroatische Sabor, unmittelbar nach dem Ende des Feudalwesens in Kroatien, die Zadruga in einer Gesetzesvorlage zu einem „Ausfluss der patriarchalischen sozialen Lebensweise, welche den slawischen Sitten entspricht“.
Die Zadruga existierte in vielen Gegenden auch neben anderen individualistischen Lebens- und Wirtschaftsformen.

## Voraussetzungen
Für eine Zadruga mussten die drei Attribute Blutsverwandtschaft, Güter- und Arbeitsgemeinschaft vorliegen. Weitere Voraussetzung war der Zusammenschluss einer Großfamilie in einem Haushalt und unter einem Familienoberhaupt. Einzelne Familienzweige konnten zwar in getrennten Gebäuden wohnen, die Verpflegung und Verwaltung musste jedoch einheitlich sein. Das äußere Zeichen der Zadruga war der gemeinsame Herd. Ein Familienmitglied, das seinen eigenen Herd errichtete löste sich damit symbolisch von der Zadruga. Wie eine solche Teilung bei einer kroatischen Zadruga in der Lika aussah, beschrieb Mile Budak in seinem Roman Herdfeuer:

## Organisation und Arbeitsteilung
Eine Zadruga umfasste meist 40 bis 50 Personen, konnte aber zwischen 30 (vereinzelt auch weniger) und 80 (und noch mehr, vereinzelt bis 200) Personen vereinen.
An der Spitze der Zadruga stand das gewählte Oberhaupt, der Hausvater bzw. -herr (domačin, gospodar; auch: starešina = Ältester). Im Gegensatz zum Hausvater des römischen Rechts, hatte er nur ein widerrufliches Recht auf Verwaltung und kein souveränes Recht über die zum Haushalt gehörenden Personen und Sachen. Die Güter der Zadruga gehörten nicht einem Familienzweig oder einer Generation, sondern der gesamten Familie als Abstraktion. Neben dem Hausvater war die Hausfrau (domačica), meist die Ehefrau des Hausvaters, für die Führung des Haushaltes und die weiblichen Mitglieder der Zadruga verantwortlich.
Den männlichen und weiblichen Mitgliedern wurden bestimmte Arbeiten zur ständigen Verrichtung anvertraut. So wurden die Mitglieder der Zadruga in der Regel zweckmäßig nach ihren Fähigkeiten eingesetzt, z. B. als Hirte (čoban), Köchin (reduša), Verwalterin (stopanica) usw.
Der jährlich erwirtschaftete und zur Aufteilung bestimmte Überschuss, wurde in der Regel auf alle arbeitenden männlichen Mitglieder, die das 17. Lebensjahr überschritten hatten, zu gleichen Teilen aufgeteilt. Wegen der leichteren Arbeit bekamen die Frauen nur die Hälfte des männlichen Anteils. In manchen Gegenden konnten der Hausvater und die Hausfrau zur Belohnung je zwei Anteile erhalten, wenn sie gut gewirtschaftet hatten.

## Kodifizierung
Die Zadruga wurde in speziellen Gesetzen für die österreichisch-habsburgerische Militärgrenze, für Kroatien und Serbien sowie in Gesetzen für das Königreich Jugoslawien als Juristische Person definiert und als solche bis ins 20. Jahrhundert mehrfach und detailliert geregelt.

### Belletristik
- Mile Budak: Herdfeuer. Karl H. Bischoff Verlag, Berlin/Wien/Leipzig 1943, DNB 572788169.

### Wissenschaftliche Literatur
- Cvetko Šribar: Die rechtliche Entwicklung und die sozialpolitische Bedeutung der südslawischen Hausgenossenschaft Zadruga. Selbstverlag, Celje 1934, DNB 571577962.